# Giải đua ô tô Công thức 1 Úc 2024
Giải đua ô tô Công thức 1 Úc 2024 (tên chính thức là Formula 1 Rolex Australian Grand Prix 2024) là một chặng đua Công thức 1 được tổ chức vào ngày 24 tháng 3 năm 2024 tại Trường đua Albert Park ở Melbourne, Úc. Chặng đua này là chặng đua thứ ba của Giải đua xe Công thức 1 2024.

## Bối cảnh
Giải đua ô tô Công thức 1 Úc 2024 được tổ chức từ ngày 22 tháng 3 đến ngày 24 tháng 3 tại Trường đua Albert Park ở Melbourne. Đây cũng là lần tổ chức một chặng đua Công thức 1 lần thứ 27 của trường đua này. Chặng đua này là chặng đua thứ ba của Giải đua xe Công thức 1 2024 và đồng thời là phiên bản thứ 87 của Giải đua ô tô Công thức 1 Úc.

### Bảng xếp hạng các tay đua và đội đua trước chặng đua
Sau Giải đua ô tô Công thức 1 Ả Rập Xê Út, Max Verstappen dẫn đầu bảng xếp hạng các tay đua với 51 điểm trước Sergio Pérez (36 điểm) với khoảng cách 15 điểm và người đứng thứ ba Charles Leclerc (28 điểm) với khoảng cách 23 điểm. Red Bull Racing dẫn đầu bảng xếp hạng các đội đua với 87 điểm, cách Ferrari (49 điểm) 28 điểm và cách McLaren (28 điểm) 59 điểm.

### Danh sách các tay đua và đội đua
Danh sách các tay đua và đội đua cho chặng đua này không có thay đổi nào so với danh sách các tay đua và đội đua tham gia mùa giải. Alexander Albon đã phải chuyển sang sử dụng chiếc xe đua của Logan Sargeant vì Williams đã không thể sửa chữa hết tất cả các phần hư hỏng trên chiếc xe bị hư hại nặng của Alexander Albon sau vụ va chạm của anh trong buổi đua thử đầu tiên. Vì lý do này, Sargeant phải bỏ lỡ phần còn lại của chặng đua. Daniel Ricciardo của RB và Oscar Piastri của McLaren là cặp tay đua người Úc đầu tiên thi đấu tại chặng đua quê nhà kể từ Mark Webber và Ricciardo năm 2013.

### Lựa chọn hợp chất lốp
Nhà cung cấp lốp xe Pirelli mang đến các hợp chất lốp C3, C4 và C5, lần lượt được tiêu chuẩn hóa là cứng (hard), trung bình (medium) và mềm (soft) để các đội sử dụng trong suốt sự kiện này. Tất cả các hợp chất lốp tại sự kiện này mềm hơn so với chặng đua trước ở Ả Rập Xê Út.

### Những thay đổi về an toàn
Sau khi Australian Grand Prix Corporation, công ty tổ chức Giải đua ô tô Công thức 1 Úc, vi phạm các quy định an toàn trong chặng đua năm 2023, khán giả đã bị cấm vào đường đua ở bất kỳ giai đoạn nào của sự kiện, bác bỏ truyền thống trước đây cho phép người hâm mộ vào đường đua sau cuộc đua. Những người vi phạm quy định này có thể bị phạt hơn 17.000 đô la Úc, trục xuất khỏi sự kiện và cấm tham gia các cuộc đua trong tương lai nếu người hâm mộ vào đường đua.

## Tường thuật

### Buổi đua thử
Ba buổi đua thử được tổ chức tại Giải đua ô tô Công thức 1 Úc 2024. Buổi đua thử đầu tiên được tổ chức vào ngày 22 tháng 3 năm 2024 lúc 12:30 giờ địa phương (UTC+11). Lando Norris của McLaren đứng đầu buổi đua thử này trước Max Verstappen của Red Bull Racing và George Russell của Mercedes với thời gian nhanh nhất là 1:18,564 phút. Buổi đua thử này bị gián đoạn sau khi Alexander Albon của Williams va chạm tại khúc cua số 6.
Buổi đua thử thứ hai được tổ chức vào lúc 16:00 giờ địa phuơng (UTC+11) cùng ngày. Charles Leclerc của Ferrari đứng đầu buổi đua thử này trước Verstappen của Red Bull Racing và đồng đội Ferrari của mình là Carlos Sainz Jr. với thời gian nhanh nhất là 1:17,277 phút. Cú va chạm của Albon trong buổi đua thử đầu tiên đã khiến anh phải bỏ lỡ buổi tập thứ hai vì Williams không có sẵn chiếc xe đua dự phòng. Chiếc xe đua bị hư hỏng của Albon cuối cùng được coi là không thể sửa chữa được, vì vậy anh đã phải chuyển sang chiếc xe đua của đồng đội Logan Sargeant. Vì lý do này, Sargeant phải ngồi ngoài trong phần còn lại của sự kiện chặng đua cuối tuần.
Buổi đua thử thứ ba và cuối cùng được tổ chức vào ngày 23 tháng 3 năm 2024 lúc 12:30 giờ địa phương (UTC+11). Leclerc của Ferrari đứng đầu buổi đua thử này trước Verstappen của Red Bull Racing và đồng đội Ferrari của mình là Carlos Sainz Jr. với thời gian nhanh nhất là 1:16,714 phút.

### Vòng phân hạng
Vòng phân hạng được tổ chức vào ngày 23 tháng 3 năm 2024 lúc 16:00 giờ địa phương (UTC+11) và bao gồm ba phần với thời gian là 45 phút. Các tay đua có 18 phút ở phần đầu tiên (Q1) để tiếp tục tham gia phần thứ hai (Q2) của vòng phân hạng. Tất cả các tay đua đạt được thời gian trong phần đầu tiên với thời gian tối đa 107% thời gian nhanh nhất được phép tham gia cuộc đua. 15 tay đua dẫn đầu phần này lọt vào phần tiếp theo. Sau khi Q1 kết thúc, Carlos Sainz Jr. của Ferrari đứng đầu với thời gian nhanh nhất là 1:16,731 phút trong khi Nico Hülkenberg của Haas, Pierre Gasly của Alpine, Daniel Ricciardo của RB và Chu Quán Vũ của Kick Sauber bị loại. Daniel Ricciardo đứng thứ 12 sau Q1 nhưng bị tụt xuống vị trí thứ 18 do thời gian của anh bị xóa vì vi phạm ranh giới đường đua, khiến anh bị loại.
Phần thứ hai (Q2) kéo dài 15 phút và mười tay đua nhanh nhất của phần này đi tiếp vào phần thứ ba (Q3) và cuối cùng của vòng phân hạng. Sau khi Q2 kết thúc, Sainz Jr. của Ferrari đứng đầu với thời gian nhanh nhất là 1:16,189 phút trong khi Lewis Hamilton của Mercedes, Alexander Albon của Williams, Valtteri Bottas của Kick Sauber, Kevin Magnussen của Haas và Esteban Ocon của Alpine bị loại.
Phần thứ ba (Q3) và cuối cùng kéo dài mười hai phút, trong đó mười vị trí xuất phát đầu tiên được xác định sẵn cho cuộc đua. Với thời gian nhanh nhất là 1:15,915 phút, Max Verstappen giành vị trí pole trước Sainz Jr. và đồng đội của mình tại Red Bull Racing là Sergio Pérez. Thế nhưng, Sergio Pérez của Red Bull Racing bị tụt xuống vị trí thứ 6 từ vị trí thứ 3 vì cản trở Nico Hülkenberg tại Q1.

### Cuộc đua
Cuộc đua được tổ chức vào ngày 24 tháng 3 năm 2024 lúc 15:00 giờ địa phương (UTC+11) và bao gồm 58 vòng đua.
Max Verstappen của Red Bull Racing dẫn đầu từ vị trí pole ở vòng xuất phát nhưng bị Carlos Sainz Jr. của Ferrari vượt qua hai vòng đua tiếp theo. Tiếp theo đó, Verstappen kêu lên bộ đàm của Red Bull Racing vì anh không thể kiểm soát được chiếc xe đua vì đĩa phanh gặp vấn đề. Rốt cuộc thì Verstappen đã phải bỏ dở cuộc đua khi quay trở lại làn pit ở vòng đua thứ năm, kết thúc chuỗi chín chặng thắng. Tại vòng đua thứ 15, Lewis Hamilton của Mercedes phải bỏ cuộc sau khi gặp vấn đề động cơ. Đồng đội của Hamilton, George Russell, phải bỏ cuộc sau khi va chạm ở khúc cua số 6 khi đang tranh giành vị trí thứ 6 với Fernando Alonso. Russell vẫn được xếp hạng sau khi hoàn thành 90% tổng chiều dài cuộc đua. Sainz đã dẫn đầu phần lớn cuộc đua và giành được chiến thắng đầu tiên kể từ Giải đua ô tô Công thức 1 Singapore 2023, trước mũi đồng đội Charles Leclerc và Lando Norris của McLaren. Các tay đua còn lại ghi điểm sau cuộc đua này là Oscar Piastri, Sergio Pérez, Lance Stroll, Yuki Tsunoda, Fernando Alonso, Nico Hülkenberg và Kevin Magnussen. Bên cạnh đó, Yuki Tsunoda lấy những điểm đầu tiên cho RB.
Fernando Alonso về đích ở vị trí thứ 6 nhưng bị tụt xuống vị trí thứ 8 sau khi nhận một án phạt drive-through được chuyển thành một án phạt 20 giây vì hành vi lái xe không an toàn đối với vụ va chạm của George Russell. Pierre Gasly nhận một án phạt 5 giây vì đã vượt qua vạch ở lối ra làn pit. Mặc dù vậy, vị trí về đích của anh không bị ảnh hưởng.

## Kết quả

### Vòng phân hạng
| Vị trí                   | Số xe | Tay đua          | Đội đua                      | Q1       | Q2       | Q3       | Vị trí xuất phát |
| ------------------------ | ----- | ---------------- | ---------------------------- | -------- | -------- | -------- | ---------------- |
| 1                        | 1     | Max Verstappen   | Red Bull Racing-Honda RBPT   | 1:16,819 | 1:16,387 | 1:15,915 | 1                |
| 2                        | 55    | Carlos Sainz Jr. | Ferrari                      | 1:16,731 | 1:16,189 | 1:16,185 | 2                |
| 3                        | 11    | Sergio Pérez     | Red Bull Racing-Honda RBPT   | 1:16,805 | 1:16,631 | 1:16,274 | 61               |
| 4                        | 4     | Lando Norris     | McLaren-Mercedes             | 1:17,430 | 1:16,750 | 1:16,315 | 3                |
| 5                        | 16    | Charles Leclerc  | Ferrari                      | 1:16,984 | 1:16,304 | 1:16,435 | 4                |
| 6                        | 81    | Oscar Piastri    | McLaren-Mercedes             | 1:17,369 | 1:16,601 | 1:16,572 | 5                |
| 7                        | 63    | George Russell   | Mercedes                     | 1:17,062 | 1:16,901 | 1:16,724 | 7                |
| 8                        | 22    | Yuki Tsunoda     | RB-Honda RBPT                | 1:17,356 | 1:16,791 | 1:16,788 | 8                |
| 9                        | 18    | Lance Stroll     | Aston Martin Aramco-Mercedes | 1:17,376 | 1:16,780 | 1:17,072 | 9                |
| 10                       | 14    | Fernando Alonso  | Aston Martin Aramco-Mercedes | 1:16,991 | 1:16,710 | 1:17,552 | 10               |
| 11                       | 44    | Lewis Hamilton   | Mercedes                     | 1:17,499 | 1:16,960 | –        | 11               |
| 12                       | 23    | Alexander Albon  | Williams-Mercedes            | 1:17,130 | 1:17,167 | –        | 12               |
| 13                       | 77    | Valtteri Bottas  | Kick Sauber-Ferrari          | 1:17,543 | 1:17,340 | –        | 13               |
| 14                       | 20    | Kevin Magnussen  | Haas-Ferrari                 | 1:17,709 | 1:17,427 | –        | 14               |
| 15                       | 31    | Esteban Ocon     | Alpine-Renault               | 1:17,617 | 1:17,697 | –        | 15               |
| 16                       | 27    | Nico Hülkenberg  | Haas-Ferrari                 | 1:17,976 | –        | –        | 16               |
| 17                       | 10    | Pierre Gasly     | Alpine-Renault               | 1:17,982 | –        | –        | 17               |
| 18                       | 3     | Daniel Ricciardo | RB-Honda RBPT                | 1:18,085 | –        | –        | 18               |
| 19                       | 24    | Chu Quán Vũ      | Kick Sauber-Ferrari          | 1:18,188 | –        | –        | Làn pit2         |
| Thời gian 107%: 1:22,731 |       |                  |                              |          |          |          |                  |

Chú thích
- ^1  – Sergio Pérez bị tụt xuống vị trí thứ 6 từ vị trí thứ 3 vì cản trở Nico Hülkenberg tại Q1.[23]
- ^2  – Chu Quán Vũ về đích ở vị trí thứ 19 sau vòng phân hạng nhưng phải xuất phát cuộc đua chính từ làn pit vì không có mũi xe dự bị phù hợp với các thông số kỹ thuật hiện tại sau khi mũi xe của anh bị hỏng vì vụ va chạm của anh tại Q1.[28]

### Cuộc đua
| Vị trí                                                                           | Số xe | Tay đua          | Đội đua                      | Số vòng | Thời gian/ Bỏ cuộc | Vị trí xuất phát | Số điểm |
| -------------------------------------------------------------------------------- | ----- | ---------------- | ---------------------------- | ------- | ------------------ | ---------------- | ------- |
| 1                                                                                | 55    | Carlos Sainz Jr. | Ferrari                      | 58      | 1:20:26,843        | 2                | 25      |
| 2                                                                                | 16    | Charles Leclerc  | Ferrari                      | 58      | + 2,366            | 4                | 191     |
| 3                                                                                | 4     | Lando Norris     | McLaren-Mercedes             | 58      | + 5,904            | 3                | 15      |
| 4                                                                                | 81    | Oscar Piastri    | McLaren-Mercedes             | 58      | + 35,770           | 5                | 12      |
| 5                                                                                | 11    | Sergio Pérez     | Red Bull Racing-Honda RBPT   | 58      | + 56,309           | 6                | 10      |
| 6                                                                                | 18    | Lance Stroll     | Aston Martin Aramco-Mercedes | 58      | + 1:33,222         | 9                | 8       |
| 7                                                                                | 22    | Yuki Tsunoda     | RB-Honda RBPT                | 58      | + 1:35,601         | 8                | 6       |
| 8                                                                                | 14    | Fernando Alonso  | Aston Martin Aramco-Mercedes | 58      | + 1:40,9922        | 10               | 4       |
| 9                                                                                | 27    | Nico Hülkenberg  | Haas-Ferrari                 | 58      | + 1:44,553         | 16               | 2       |
| 10                                                                               | 20    | Kevin Magnussen  | Haas-Ferrari                 | 57      | + 1 vòng           | 14               | 1       |
| 11                                                                               | 23    | Alexander Albon  | Williams-Mercedes            | 57      | + 1 vòng           | 12               |         |
| 12                                                                               | 3     | Daniel Ricciardo | RB-Honda RBPT                | 57      | + 1 vòng           | 18               |         |
| 13                                                                               | 10    | Pierre Gasly     | Alpine-Renault               | 57      | + 1 vòng3          | 17               |         |
| 14                                                                               | 77    | Valtteri Bottas  | Kick Sauber-Ferrari          | 57      | + 1 vòng           | 13               |         |
| 15                                                                               | 24    | Chu Quán Vũ      | Kick Sauber-Ferrari          | 57      | + 1 vòng           | Làn pit          |         |
| 16                                                                               | 31    | Esteban Ocon     | Alpine-Renault               | 57      | + 1 vòng           | 15               |         |
| 174                                                                              | 63    | George Russell   | Mercedes                     | 56      | Tai nạn            | 7                |         |
| Bỏ cuộc                                                                          | 44    | Lewis Hamilton   | Mercedes                     | 15      | Động cơ            | 11               |         |
| Bỏ cuộc                                                                          | 1     | Max Verstappen   | Red Bull Racing-Honda RBPT   | 3       | Phanh              | 1                |         |
| Vòng đua nhanh nhất: Charles Leclerc (Ferrari) - 1:19,813 phút (vòng đua thứ 50) |       |                  |                              |         |                    |                  |         |
| Tay đua xuất sắc nhất cuộc đua: Carlos Sainz Jr. (Ferrari), 38% số phiếu bầu     |       |                  |                              |         |                    |                  |         |

Chú thích
- ^1  – Bao gồm một điểm cho vòng đua nhanh nhất.[29]
- ^2  – Fernando Alonso về đích ở vị trí thứ 6 nhưng bị tụt xuống vị trí thứ 8 sau khi nhận một án phạt drive-through được chuyển thành một án phạt 20 giây vì hành vi lái xe không an toàn đối với vụ va chạm của George Russell.[26]
- ^3  – Pierre Gasly nhận một án phạt 5 giây vì đã vượt qua vạch ở lối ra làn pit. Vị trí về đích của anh không bị ảnh hưởng.[26]
- ^4  – George Russell được xếp hạng vì đã hoàn thành 90% tổng chiều dài cuộc đua.[26]

## Bảng xếp hạng sau chặng đua

### Bảng xếp hạng các tay đua
| Vị trí | Tay đua          | Đội đua                      | Số điểm | Thay đổi vị trí |
| ------ | ---------------- | ---------------------------- | ------- | --------------- |
| 1      | Max Verstappen   | Red Bull Racing-Honda RBPT   | 51      | +/-0            |
| 2      | Charles Leclerc  | Ferrari                      | 47      | 1               |
| 3      | Sergio Pérez     | Red Bull Racing-Honda RBPT   | 46      | 1               |
| 4      | Carlos Sainz Jr. | Ferrari                      | 40      | 2               |
| 5      | Oscar Piastri    | McLaren-Mercedes             | 28      | +/-0            |
| 6      | Lando Norris     | McLaren-Mercedes             | 27      | 2               |
| 7      | George Russell   | Mercedes                     | 18      | 3               |
| 8      | Fernando Alonso  | Aston Martin Aramco-Mercedes | 16      | 1               |
| 9      | Lance Stroll     | Aston Martin Aramco-Mercedes | 9       | 3               |
| 10     | Lewis Hamilton   | Mercedes                     | 8       | 1               |

- Lưu ý: Chỉ có mười vị trí đứng đầu được liệt kê trên bảng xếp hạng này.

### Bảng xếp hạng các đội đua
| Vị trí | Đội đua                      | Số điểm | Thay đổi vị trí |
| ------ | ---------------------------- | ------- | --------------- |
| 1      | Red Bull Racing-Honda RBPT   | 97      | +/-0            |
| 2      | Ferrari                      | 93      | +/-0            |
| 3      | McLaren-Mercedes             | 55      | +/-0            |
| 4      | Mercedes                     | 26      | +/-0            |
| 5      | Aston Martin Aramco-Mercedes | 25      | +/-0            |
| 6      | RB-Honda RBPT                | 6       | 3               |
| 7      | Haas-Ferrari                 | 4       | 1               |
| 8      | Williams-Mercedes            | 0       | +/-0            |
| 9      | Kick Sauber-Ferrari          | 0       | +/-0            |
| 10     | Alpine-Renault               | 0       | +/-0            |